# Klubi Sportiv Luftëtari Gjirokastër 2012-2013

## Rosa
| N. |                    | Ruolo | Calciatore       |
| -- | ------------------ | ----- | ---------------- |
|    | Albania (bandiera) | P     | Erind Selimaj    |
|    | Albania (bandiera) | P     | Mihal Thano      |
|    | Albania (bandiera) | P     | Fation Gërxholli |
|    | Albania (bandiera) | D     | Jetmir Nina      |
|    | Albania (bandiera) | D     | Alis Baçi        |
|    | Albania (bandiera) | D     | Ylli Shameti     |
|    | Albania (bandiera) | D     | Bledar Shalari   |
|    | Albania (bandiera) | D     | Besmir Sinani    |
|    | Albania (bandiera) | D     | Mikel Brahimi    |
|    | Albania (bandiera) | D     | Orjad Beqiri     |
|    | Albania (bandiera) | D     | Elton Zholi      |
|    | Albania (bandiera) | D     | Arbër Bistri     |
|    | Albania (bandiera) | C     | Lejdi Liçaj      |
|    | Serbia (bandiera)  | C     | Milan Nikolić    |

| N. |                    | Ruolo | Calciatore       |
| -- | ------------------ | ----- | ---------------- |
|    | Albania (bandiera) | C     | Ergys Mersini    |
|    | Albania (bandiera) | C     | Behar Ramadani   |
|    | Albania (bandiera) | C     | Nertil Stoja     |
|    | Albania (bandiera) | C     | Ervis Çaço       |
|    | Albania (bandiera) | C     | Julian Lluka     |
|    | Albania (bandiera) | C     | Fejzo Shenaj     |
|    | Albania (bandiera) | C     | Bashkim Gaxhaj   |
|    | Albania (bandiera) | C     | Emiliano Shehaj  |
|    | Albania (bandiera) | C     | Ermir Strati     |
|    | Albania (bandiera) | A     | Arlind Nora      |
|    | Albania (bandiera) | A     | Jasmin Rraboshta |
|    | Serbia (bandiera)  | A     | Alexander Milić  |
|    | Camerun (bandiera) | A     | Steeve Fanka     |